# Blood Lad
Blood Lad (ブラッドラッド, Buraddo Raddo) est un manga écrit et dessiné par Yūki Kodama. Il est prépublié entre septembre 2009 et septembre 2016 dans le magazine Young Ace de l'éditeur Kadokawa Shoten, et a été compilé en un total de 17 tomes. La version française est éditée en intégralité par Kurokawa.
Une adaptation en série télévisée d'animation de dix épisodes produit par le studio Brain's Base a été diffusée entre juillet et septembre 2013 sur la chaine tvk. Dans les pays francophones, elle est diffusée en simulcast par Dybex.
Deux séries dérivées nommées Bloody Brat et Brabratt: Blood Lad ont également été publiées.

## Synopsis
Staz n’est pas un vampire comme les autres. En effet, il ne se nourrit pas de sang et rejette le fait d'être un vampire. Staz est le chef d'un territoire faisant partie du monde des démons. Un jour, une humaine nommée Fuyumi Yanagi atterrit par hasard dans ce mystérieux monde et fait la connaissance de Staz. Malheureusement, la jeune fille se fait dévorer par une plante carnivore et devient un fantôme. Staz décide donc de la ressusciter en partant dans une quête où il rencontrera plusieurs rivaux et ennemis.

## Personnages
Staz Charlie Blood (ブラッド・チャーリー・スタズ, Buraddo Chārī Sutazu)
Staz est un vampire, il est le boss d'un territoire de l'Est du monde des Démons. Il utilise des pouvoirs fluctuants qui peuvent agir à distance. Staz ne boit pas le sang des humains, car il a beaucoup de respect pour eux, et préfère rester enfermé dans sa chambre pour jouer aux jeux vidéo et lire des mangas. Il adore tout ce qui vient du monde des humains. À part lire des mangas et jouer aux jeux vidéo, il dort le reste du temps. En tant que boss, les loyers payés par les habitants de son territoire constituent sa principale source de revenus. Son territoire est très convoité et nombreux sont ceux qui veulent faire main basse sur celui-ci, mais personne n'a encore jamais réussi à prendre la place de Staz. Staz est un vampire de la lignée des grands démons du palais des démons, mais il a fugué quand il était petit parce qu'il voulait se rendre dans le monde des humains, plus précisément au Japon, pour y rencontrer "Hayao Miyazaki". Mais il rencontra Wolf dans le monde des démons, avec qui il se battra, et finalement n'alla pas dans le monde des humains. Quand Fuyumi débarqua dans le monde des démons et qu'elle se fit dévorer par une plante carnivore, Staz décida de tout mettre en œuvre pour la ressusciter et ainsi la renvoyer dans son monde. Mais ses intentions ne sont pas si nobles : en réalité, après l'avoir ressuscitée, il compte boire son sang. Plus tard dans le manga, on s’apercevra que derrière son comportement nonchalant et égoïste, se cache quelqu'un qui tient beaucoup à Fuyumi. La véritable force de Staz est enfermée : c'est son grand frère, Blood D. Blaz, qui l'a scellée à l'aide d'une balle de revolver qu'il a placé dans le cœur de Staz étant petit. Celui-ci a toujours pensé que Blaz avait essayé de le tuer à plusieurs reprises, mais en réalité, son pouvoir étant trop puissant pour son petit corps, il allait mourir. Alors Blaz avait préféré sceller ce pouvoir. Par la suite, au retour de Staz, Blaz lui retirera cette balle qui est logé dans son cœur. Il a aussi une petite sœur qui se nomme Liz.
Fuyumi Yanagi (柳冬実, Yanagi Fuyumi)
Fuyumi est une humaine Japonaise qui est arrivée dans le monde des démons sans savoir comment. Dans son monde, elle vit avec son père et ne connait pas l'identité de sa mère. Elle est jolie, douce et calme. Arrivée dans le monde des démons, elle sera apportée à Staz dans son appartement. La jeune fille, étant restée seule un court instant, se fera manger par une plante carnivore. Elle deviendra un fantôme (ils sont reconnaissables grâce au triangle blanc qu'ils ont sur la tête), et ainsi un membre des démons. Mais elle ne pourra pas éternellement rester ainsi sinon elle disparaîtra. C'est pour cela que Staz sera son pourvoyeur de sang jusqu'à ce qu'elle ressuscite.
Hydra Bell (ハイドラベル, Haidora Beru)
Hydra Bell (ou Bell) est une magicienne de niveau avancé spécialisée dans la magie dimensionnelle. Elle apparaît lors du voyage de Staz et de Fuyumi dans le monde des humains. Ce qui a permis à Staz et Fuyumi d'aller dans le monde des humains (le rideau noir) n'est autre qu'une porte dimensionnelle qui appartiendrait à Hydra Bell. Le seul problème est qu'elle n'arrive pas à fermer cette porte : elle soupçonne un démon, plus particulièrement Staz, d'avoir copié sa magie. Mais elle se rendra vite compte que cela ne peut pas être lui puisque son véritable pouvoir est scellé. Elle s'est promis qu'elle se mariera avec celui qui a copié sa magie ; comme elle a dit : « en volant ma technique, il m'a volé mon cœur ». Elle testera Staz pendant le combat qui l'oppose à Wolf. Mais elle tombe amoureuse de Staz et cherche à attirer son attention. En voyant que cela le laisse de marbre et qu'il n'a que d'yeux pour Fuyumi, elle s'énervera et se battra avec Staz. Finalement il remportera ce combat et elle se rangera de nouveau de son côté. Elle aime beaucoup Fuyumi mais ne sait pas pourquoi. Elle lui donnera une clochette qui, quand celle-ci tintera trois fois, préviendra Bell que Fuyumi est en danger et rappliquera aussitôt. C'est elle qui emmènera Staz dans le palais des démons en échange de la promesse qu'il se fera retirer la balle de son cœur. Plus tard, on apprendra qu'en réalité Fuyumi et elle sont sœurs.
Wolf (ウルフ, Urufu)
Wolf est un démon mi-loup garou, mi-démon inconnu. Il est le boss d'un très vaste territoire de l'ouest du monde des démons. Dans son territoire il est très respecté et personne n'ose le défier, ce qui l'exaspère au plus haut point. Ses pouvoirs lui permettent de décupler sa force et ainsi donner des coups très puissants à ses adversaires. Son énergie démoniaque réside dans ses muscles, quand il la libère, il se transforme en loup garou. Mais comme il n'est pas à 100% loup garou, sa transformation dure moins longtemps. Il a été mis à la porte du palais des démons à cause de son croisement entre deux démons. Il cherche toujours des adversaires forts mais il est toujours déçu. Il a un faible pour Fuyumi et veut la protéger. Wolf est le premier ami de Staz (et sûrement le seul).
Blood D. Blaz (ブラッド・D・ブラッズ, Buraddo D. Burazzu)
Blaz est le grand frère de Staz et Liz, et donc il est un vampire. C'est un personnage mystérieux qui réside au palais des démons. Dans les sous-sols de la prison du palais, se cache son laboratoire secret, qui n'est connu que de lui et de sa petite sœur. Quand Staz était petit, Blaz a essayé de réveiller et de faire s'épanouir les pouvoirs qui dormaient en Staz : ses expériences ont été un succès mais aussi un échec. Il était trop jeune pour supporter une telle puissance, plusieurs fois Blaz l'a retrouvé effondré à terre dans des endroits où tout portait à croire que Staz avait utilisé ses pouvoirs, mais il ne semblait pas utiliser sa puissance par plaisir. Blaz pensait que Staz devait être un réceptacle trop petit pour contenir une énergie aussi énorme, si bien que le trop- plein devait s'évacuer de temps en temps. Si Blaz ne faisait rien, Staz allait mourir, c'est pour cela qu'il a préféré sceller ses pouvoirs. C'est lui qui a pratiquement tué un espion du roi du monde des démons Wolf Daddy, nommé Pantomime, et l'a envoyé à Franken Stein en se faisant passer pour le « Père Noël ». Cet espion servira ensuite à créer Akim. Blaz utilise les gens et les manipule. Il vole de l'énergie démoniaque à Staz, il se sert des privilèges de sa sœur et il fait chanter Franken Stein (soit il l'aide dans ses recherches, soit il meurt). Il révèle enfin ses plans lors de son entretien avec le roi du monde des démons, Wolf Daddy : il lui déclare la guerre.
Blood T. Liz (ブラッド・T・リズ, Buraddo T. Rizu)
Liz est la petite sœur de Blaz et Staz, donc un vampire. Elle vit au palais des démons avec Blaz. Elle possède des pouvoirs "privilèges". Elle est responsable de la prison surnommée "le coffre à jouet de Liz". Au début du manga elle vouait une haine féroce contre son frère Staz car celui-ci recevait plus d'attention de la part de Blaz qu'elle. Lors de la mission que Blaz lui avait confié c'est-à-dire surveiller Staz pour qu'il ne l’empêche pas de faire son travail, Liz s’apercevra que Staz est quelqu'un de gentil et sa haine envers lui se dissipera.
Saty (サティ, Sati) et Mamejirô (豆次郎, Mamejirō)
Ils sont propriétaires du café "Third Eye" dont la spécialité est le tsuchikono (serpent) grillé dont Staz raffole. Ils ont tous les deux un troisième œil d'où le nom du café.
Franken Stein (フランケン・シュタイン, Furanken Shutain)
Akim Papladon (パップラドン・アキム, Papladon Akimu)
Akim est un démon artificiel créé par Franken Stein à partir du corps de Pantomime.
Hydra Heads (ハイドラ・へッド, Haidora Heddo)
C'est le créateur d'Hydra, et aussi le père de Bell.
Wolf Daddy
Père de Wolf, c'est l'actuel roi des démons. Il s'est emparé du titre de roi en arrachant le cœur du précédent roi, le père de Staz, Blaz et Liz, ce qui lui vaut la haine déclarée de Blaz.

## Manga
Le manga est publié dans le magazine Young Ace à partir de septembre 2009. En mars 2015, l'auteur déclare que la série devrait se terminer en 15 ou 16 tomes et qu'il travaille déjà sur d'autres projets. Le dernier chapitre de la série est publié le 4 septembre 2016.
La version française est publiée par Kurokawa depuis mai 2012. Il est également édité en Amérique du Nord par Yen Press.

### Blood Lad
| no | Japonais         | Japonais          | Français         | Français          |
| no | Date de sortie   | ISBN              | Date de sortie   | ISBN              |
| --- | ---------------- | ----------------- | ---------------- | ----------------- |
| 1 | 1er mai 2010     | 978-4-04-715433-9 | 10 mai 2012      | 978-2-351-42692-0 |
| Liste des chapitres : - Chapitre 1 - Un tas d'os... - Chapitre 2 - Une petite fête entre amis... - Chapitre 3 - Un retour douloureux... - Chapitre 4 - La culotte du démon... - Chapitre 5 - Des oiseaux qui ne peuvent pas voler... |                  |                   |                  |                   |
| 2 | 4 août 2010      | 978-4-04-715496-4 | 23 août 2012     | 978-2-351-42693-7 |
| Liste des chapitres : - Chapitre 6 - Un combat à ne pas perdre... - Chapitre 7 - Contre-attaque... - Chapitre 8 - Le palais des démons... - Chapitre 9 - Les trois blood... - Chapitre 10 - A moitié vampire... |                  |                   |                  |                   |
| 3 | 4 février 2011   | 978-4-04-715621-0 | 15 novembre 2012 | 978-2-351-42694-4 |
| Liste des chapitres : - Chapitre 11 - Jalousie... - Chapitre 12 - Entité démoniaque non identifiée... - Chapitre 13 - Boum !... - Chapitre 14 - Wolf ne fait pas les choses à moitié... - Chapitre 15 - Le héros de toute une génération... |                  |                   |                  |                   |
| 4 | 4 juin 2011      | 978-4-04-715714-9 | 14 février 2013  | 978-2-351-42695-1 |
| Liste des chapitres : - Chapitre 16 - Une bonne raison... - Chapitre 17 - Ça, c'est un pote !... - Chapitre 18 - Demande de résurrection acceptée... - Chapitre 19 - Une première pour Liz... - Chapitre 20 - Le voleur de fantôme et le chien de garde... |                  |                   |                  |                   |
| 5 | 3 décembre 2011  | 978-4-04-120015-5 | 9 mai 2013       | 9782-351-42879-5  |
| Liste des chapitres : - Chapitre 21 - Un bol de nouilles et ça repart !... - Chapitre 22 - Les deux chasseurs de trésors... - Chapitre 23 - La technique du dé... - Chapitre 24 - La petite culotte... - Chapitre 25 - Porter des lunettes n'est pas un crime... |                  |                   |                  |                   |
| 6 | 4 juin 2012      | 978-4-04-120285-2 | 22 août 2013     | 978-2-351-42900-6 |
| Liste des chapitres : - Chapitre 26 - Colère + lunettes = ça va chier dans le ventilo !... - Chapitre 27 - Les okonomiyaki, ça déchire !... - Chapitre 28 - Jeune, beau et démoniaque... - Chapitre 29 - Le maléfice et la promesse... - Chapitre 30 - L'antihéros... |                  |                   |                  |                   |
| 7 | 4 septembre 2012 | 978-4-04-120412-2 | 14 novembre 2013 | 978-2-351-42901-3 |
| Liste des chapitres : - Chapitre 31 - T'en veux ? C'est de la bonne... - Chapitre 32 - Leader et reader... - Chapitre 33 - Une drôle de cachette... - Chapitre 34 - Madame proverbes... - Chapitre 35 - Ramenez tout de suite votre fraise au palais des démons... |                  |                   |                  |                   |
| 8 | 4 avril 2013     | 978-4-04-120700-0 | 13 février 2014  | 978-2-351-42938-9 |
| Liste des chapitres : - Chapitre 36 - La grotte du palais... - Chapitre 37 - Petite séance de relaxation... - Chapitre 38 - Enfant au volant, danger au tournant !... - Chapitre 39 - Résurrection dix ans après... - Chapitre 40 - Retrouvons-nous tel jour, telle heure, à tel endroit... |                  |                   |                  |                   |
| 9 | 4 juillet 2013   | 978-4-04-120733-8 | 15 mai 2014      | 978-2-351-42999-0 |
| Liste des chapitres : - Chapitre 41 - Un coup de dague dans le cœur et bon débarras !... - Chapitre 42 - De l'autre côté de la porte... - Chapitre 43 - Hello Goodbye... - Chapitre 44 - La vraie force de Wolf Boy ! Ça va chier des bulles carrées !... - Chapitre 45 - Ça sent le roussi !... |                  |                   |                  |                   |
| 10 | 28 décembre 2013 | 978-4-04-120757-4 | 28 août 2014     | 978-2-368-52042-0 |
| Extra : Dans la version japonaise, le tome 10 (ISBN 978-4-04-120757-4) est sorti en édition limitée contenant un épisode OAV le 4 décembre 2013.Liste des chapitres : - Chapitre 46 - Blood communication... - Chapitre 47 - Le monde merveilleux des mangas... - Chapitre 48 - Dans les mangas non plus, c'est pas toujours facile... - Chapitre 49 - Séquence émotion... - Chapitre 50 - C'est parti mon kiki ! En route pour le nord du monde des démons !... |                  |                   |                  |                   |
| 11 | 2 mai 2014       | 978-4-04-121115-1 | 13 novembre 2014 | 978-2-368-52086-4 |
| Liste des chapitres : - Chapitre 51 - Le cœur d'une jeune fille et le ciel du monde des démons... - Chapitre 52 - Une importante partie du corps... - Chapitre 53 - Un vieux pote... - Chapitre 54 - « Ne pense pas, ressens ! »... - Chapitre 55 - La liste noire... |                  |                   |                  |                   |
| 12 | 4 novembre 2014  | 978-4-04-101675-6 | 11 juin 2015     | 978-2-368-52160-1 |
| Liste des chapitres : - Chapitre 56 - La demande d'assassinat... - Chapitre 57 - L'aire de combat... - Chapitre 58 - Double punch... - Chapitre 59 - Le festival du tengu. Que la fête commence !... - Chapitre 60 - Top secret... |                  |                   |                  |                   |
| 13 | 4 mars 2015      | 978-4-04-101676-3 | 8 octobre 2015   | 978-2-368-52194-6 |
| Liste des chapitres : - Chapitre 61 - L'affrontement... - Chapitre 62 - Un vrai démon... - Chapitre 63 - Chacun sa route... - Chapitre 64 - Du côté des faibles... - Chapitre 65 - La guitare Death Resort... |                  |                   |                  |                   |
| 14 | 4 août 2015      | 978-4-04-103327-2 | 7 juillet 2016   | 978-2-368-52274-5 |
| Liste des chapitres : - Chapitre 66 - Rencontre... - Chapitre 67 - Libération... - Chapitre 68 - Le quatrième Blacklist... - Chapitre 69 - La renaissance des Evil Potato... - Chapitre 70 - SHOWDOWN... |                  |                   |                  |                   |
| 15 | 29 décembre 2015 | 978-4-04-103328-9 | 10 novembre 2016 | 978-2-368-52414-5 |
| Liste des chapitres : - Chapitre 71 - Don't stop <<We>> now... - Chapitre 72 - Sing in the <<Pain>>... - Chapitre 73 - <<Dead>> it be... - Chapitre 74 - <<Fake>> on me... - Chapitre 75 - Yes <<Daddy>> once more... |                  |                   |                  |                   |
| 16 | 30 juin 2016     | 978-4-04-104423-0 | 9 mars 2017      | 978-2-368-52494-7 |
| Liste des chapitres : - Chapitre 76 - Un bordel monstre... - Chapitre 77 - Comme un goût de sang... - Chapitre 78 - Le robot géant de mes rêves... - Chapitre 79 - Fuyumi Yanagi la créature démoniaque... - Chapitre 80 - Le mec le plus égoïste du monde des démons... |                  |                   |                  |                   |
| 17 | 31 décembre 2016 | 978-4-04-104424-7 | 6 juillet 2017   | 978-2-368-52506-7 |
| Liste des chapitres : - Chapitre 81 - Le mondes des démons, c'est trop de la balle !... - Chapitre 82 - Errance... - Chapitre 83 - Véritables sentiments... - Chapitre 84 - Blood Lad... - Chapitre Final - Le monde des humains... |                  |                   |                  |                   |

### Bloody Brat
| no | Japonais       | Japonais          | Français       | Français          |
| no | Date de sortie | ISBN              | Date de sortie | ISBN              |
| -- | -------------- | ----------------- | -------------- | ----------------- |
| 1  | 31 août 2012   | 978-4-04-120406-1 | 12 juin 2014   | 978-2-351-42910-5 |
| 2  | 3 juillet 2013 | 978-4-04-120772-7 | 9 avril 2015   | 978-2-368-52162-5 |

## Anime
L'adaptation en série télévisée d'animation a été annoncée dans le magazine Young Ace de juillet 2011. Le bandeau publicitaire du septième volume, sorti en septembre 2012, a annoncé que l'anime sera produit par le studio Brain's Base en 2013. Shigeyuki Miya est le réalisateur, Kenji Fujisaki le character-design et Takeshi Konuta le superviseur. La diffusion de l'anime a débuté le 7 juillet 2013. Un OAV est sorti en décembre 2013 avec l'édition limitée du dixième tome du manga.
Il est édité en France par Dybex, et est diffusé sur la chaîne Nolife depuis le 4 septembre 2013. Il est également licencié en Amérique du Nord par Viz Media.

### Liste des épisodes
| No  | Titre français                        | Titre japonais             | Titre japonais            | Date de 1re diffusion |
| No  | Titre français                        | Kanji                      | Rōmaji                    | Date de 1re diffusion |
| --- | ------------------------------------- | -------------------------- | ------------------------- | --------------------- |
| 1   | C'était des os                        | 骨でした                   | Hone Deshita              | 7 juillet 2013        |
| 2   | Ne dis pas que tu es rentré           | ただいまは言わない         | Tadaima wa Iwanai         | 14 juillet 2013       |
| 3   | Tu l'as !                             | 持ってんじゃん             | Motten jan                | 21 juillet 2013       |
| 4   | En route pour le Palais des Démons    | 殿堂魔界へ                 | Dendō Makai e             | 28 juillet 2013       |
| 5   | Le démon mutant non identifié         | 未確認魔人物体             | Mikakunin Majin Buttai    | 4 août 2013           |
| 6   | C'est ça les potes                    | それがダチ                 | Sore ga Dachi             | 11 août 2013          |
| 7   | Une première pour Liz                 | はじめてのリズ             | Hajimete no Rizu          | 18 août 2013          |
| 8   | Vous êtes toutes les deux des trésors | ふたりはトレジャー         | Futari wa Torejā          | 25 août 2013          |
| 9   | Le crime des lunettes                 | 眼鏡の罪                   | Megane no Tsumi           | 1er septembre 2013    |
| 10  | Dark Hero Rising                      | ダークヒーロー・ライジング | Dāku Hīrō Raijingu        | 8 septembre 2013      |
| OAV | Je ne suis pas un chat                | 我輩は猫ではない           | Wagahai wa Neko de wa Nai | 4 décembre 2013       |

### Musiques
| Générique | Épisodes | Début | Début   | Fin          | Fin         |
| Générique | Épisodes | Titre | Artiste | Titre        | Artiste     |
| --------- | -------- | ----- | ------- | ------------ | ----------- |
| 1         | 1 - 10   | ViViD | May'n   | BLOODY HOLIC | Yuuka Nanri |

### Doublage
| Personnages        | Personnages        | Voix japonaises    | Voix françaises  |
| ------------------ | ------------------ | ------------------ | ---------------- |
| Staz Charlie Blood | Staz Charlie Blood | Ryota Ohsaka       | Fabien Albanese  |
| Fuyumi Yanagi      | Fuyumi Yanagi      | Iori Nomizu        | Sophie Tavert    |
| Hydra Bell         | Hydra Bell         | Sarah Emi Bridcutt | Delphine Saroli  |
| Wolf               | Wolf               | Takuma Terashima   | Michaël Maïnö    |
| Mamejirou          | Mamejirou          | Chiwa Saito        | Angélique Heller |
| Blaz D. Blood      | Blaz D. Blood      | Ryōhei Kimura      | Anthony Savsin   |
| Liz T. Blood       | Liz T. Blood       | Yuuka Nanri        | Sandra Vandroux  |
| Deck               | Deck               | Taichi Komesu      | Julien Dutel     |
| Franken Stein      | Franken Stein      | Tetsu Inada        | Franck Adrien    |
| Beros              | Beros              | Masumi Asano       | Dany Benedito    |
| Goyle              | Goyle              | Daisuke Kishio     | Laurent Pasquier |

## Produits dérivés

### Publications
Séries dérivées
Deux séries dérivées au format 4-koma dessinées par Katana Kono ont été publiées. La première, nommée Bratt: Blood Lad, a été publiée dans le magazine Altima Ace entre octobre 2011 et juin 2012, et a été compilé en un volume sorti le 4 septembre 2012. La version française est publiée le 12 juin 2014 par Kurokawa. La seconde, nommée Brabratt: Blood Lad, a été publiée dans le magazine 4-koma Nano Ace entre novembre 2012 et juillet 2013, et a été compilé en un volume sorti le 4 juillet 2013. La version française est publiée par Kurokawa le 9 avril 2015.
Light novel
Un light novel est sorti le 1er juillet 2013.

### DVD/Blu-ray
| Coffret | Date de sortie    |
| ------- | ----------------- |
| 1       | 27 septembre 2013 |
| 2       | 25 octobre 2013   |
| 3       | 29 novembre 2013  |
| 4       | 27 décembre 2013  |
| 5       | 31 janvier 2014   |